# Petrikovich János
Petrikovich János (Ján Petrikovich; Besztercebánya-Radvány, 1846. március 14. – Turócszentmárton, 1914. május 22.) szlovák orvos, muzeológus.

## Élete
Az elemi iskoláit Besztercebányán és Körmöcbányán, felsőbb tanulmányait 1861-1866 között a besztercebányai evangélikus gimnáziumban végezte. 1869-1876 között Bécsben szerzett orvosdoktori oklevelet. 1878-ban telepedett le Turócszentmártonban. Megyei járásorvos, tiszti főorvos volt.
A Muzeálna slovenská spoločnosť és 1901-től a Magyar Numizmatikai Társaság tagja. A turócszentmártoni múzeum első épületének építési felügyelője. Tanulmányozta Turóc vármegye növényvilágát, régészeti kutatásokat végzett, éremtani cikkeket írt.

## Művei
- 1892 Opatrovanie detského zdravia. Turócz-Szent-Márton (A gyermekek egészségének gondozása)
- 1897 Ochrana proti chytlavým a nákazlivým nemociam. Nár. noviny 18/171–172.
- 1899 Katalog numismatickej sbierky, darovanej Museálnej slovenskej spoločnosti Ferdinandom Sandorfim. Turócz-Szent-Márton
- 1900 Soznam sbierky húb. Turócz-Szent-Márton (Kmeť András gombagyűjteményének jegyzéke)